# Condado de Madison (Virgínia)
O Condado de Madison é um dos 95 condados do estado americano de Virgínia. A sede do condado é Madison, e sua maior cidade é Madison. O condado possui uma área de 833 km² (dos quais 1 km² estão cobertos por água), uma população de 12 520 habitantes, e uma densidade populacional de 15 hab/km² (segundo o censo nacional de 2000). O condado foi fundado em 1792.